# Pedicularis amplituba
Pedicularis amplituba är en snyltrotsväxtart som beskrevs av Hui Lin Li. Pedicularis amplituba ingår i släktet spiror, och familjen snyltrotsväxter. Inga underarter finns listade i Catalogue of Life.